# العطشانة (العراق)
العطشانة منطقة عراقية في هضبة الدبدبة جنوب ناحية بصية في قضاء السلمان بمحافظة المثنى بالبادية العراقية أقصى جنوب العراق، وهي منطقة ذات ألغام من مخلفات معركة أم المعارك سنة 1991. قال أحمد حمدان نائب منظمة حماية البيئة “المخلفات الحربية تعود إلى القصف الأميركي والتحالف الدولي لعام 1991، إذ تعرض نحو 4 آلاف شخص إلى القتل أو الإعاقة منذ تاريخ القصف إلى اليوم”.